# Темляков, Андрей Юрьевич
Андрей Юрьевич Темляков (род. 16 марта 1978, Свердловск) — советский и российский хоккеист, нападающий.

## Биография
Воспитанник екатеринбургского хоккея. В сезоне 1994/95 провёл два матча за СКА «Автомобилист-2» в открытом чемпионате России. Там же отыграл следующий сезон. 24 и 26 февраля 1996 года провёл два матча за «Автомобилист» в МХЛ. Следующие два сезона провёл в системе петербургского СКА, выступая в основном за «СКА-2». В сезоне 1996/97 сыграл 13 матчей за СКА. В сезоне 1998/99 играл за «Динамо-Энергия-2» Екатеринбург. Два сезона отыграл за белорусские клубы «Неман» и «Гомель». Завершил профессиональную карьеру в екатеринбургских клубах второй лиги «Южный Екатеринбург» (2001/02) и РТИ (2002/03).
В дальнейшем — игрок любительской хоккейной лиги Екатеринбурга.